# 石狩沼田車站
石狩沼田站（日语：／ Ishikari-Numata eki */?）是位於北海道雨龍郡沼田町北1条，屬於北海道旅客鐵道（JR北海道）留萌本線的鐵路車站。電報略號為マタ。本站亦是已廢線的札沼線終點站。所有普通列車都會在此停靠。

本站计划自2023年4月1日留萌本线（留萌站至本站）废止后，担任留萌本线新的终点站，并于2026年废止。

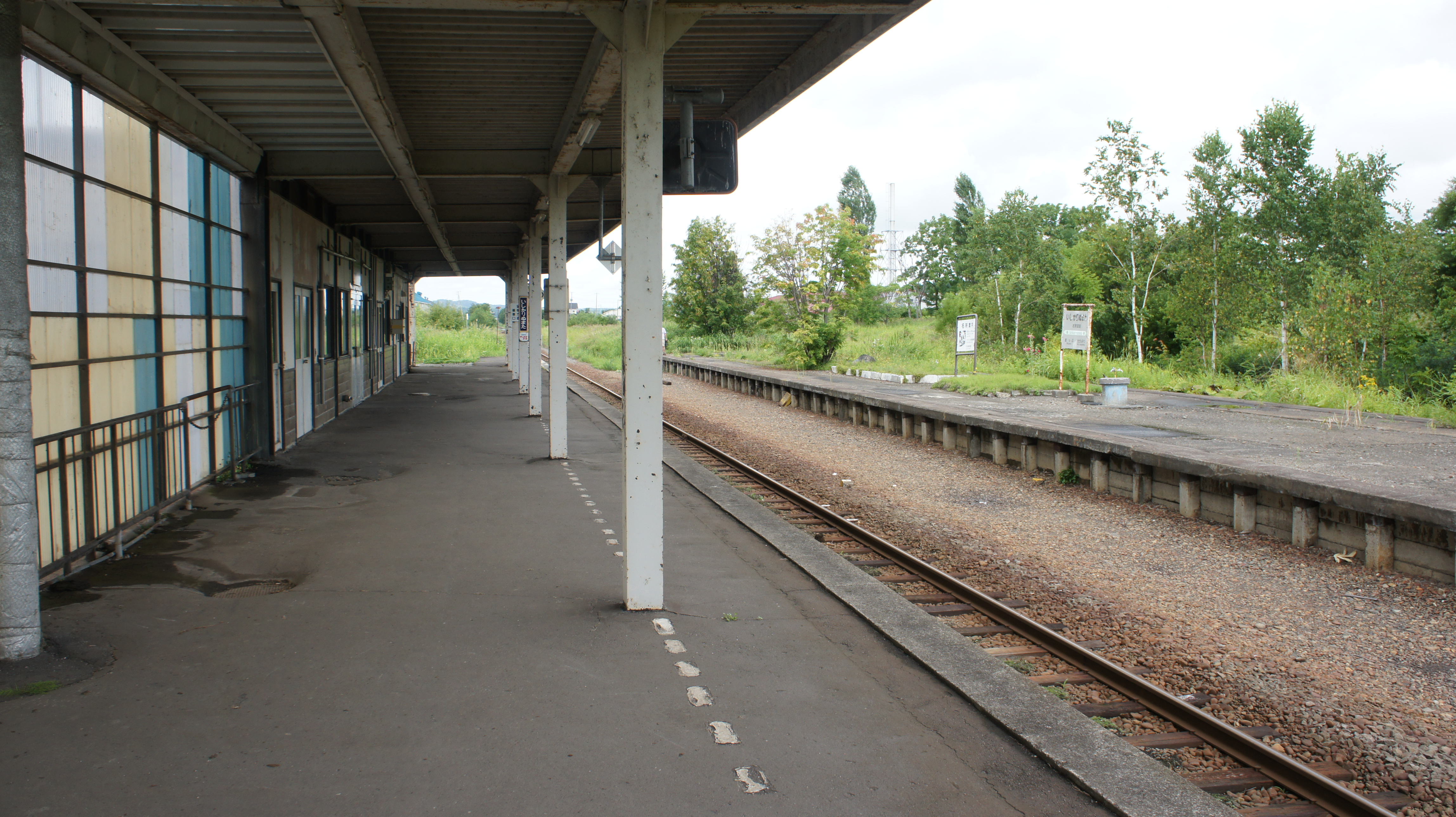
月台（2017年8月）

## 歷史
- 1910年（明治43年）11月23日 - 鐵道省留萌線深川車站至留萌車站之間設置沼田站。
- 1924年（大正13年）4月25日 - 改名為石狩沼田站（由於1924年3月31日上越線沼田車站開始營運）。
- 1931年（昭和6年）10月10日 - 札沼北線中德富站（後來的新十津川站）至本車站路段開始營運。
- 1935年（昭和10年）10月3日 - 札沼北線改稱為札沼線。
- 1944年（昭和19年）7月21日 - 由於太平洋戰爭，札沼線定為不要不急線而停駛。
- 1949年（昭和24年）6月1日 - 由日本國有鐵道接管。
- 1956年（昭和31年）11月16日 - 札沼線再次營運。
- 1972年（昭和47年）
  - 6月19日 - 在国铁赤字83线的建议下，札沼線（新十津川至本車站路段）廢止。
  - 11月 - 車站建築物改建。設置高架道路。
- 1982年（昭和57年）11月15日 - 取消貨物裝卸業務。
- 1984年（昭和59年）2月1日 - 取消行李裝卸業務。並停止改票業務，窗口服務簡易委託化。
- 1987年（昭和62年）4月1日 - 由於國鐵分割民營化，車站由JR北海道管理。
- 1988年（昭和63年）6月 - 窗口業務再次直營化。
- 1994年（平成6年）12月 - 交會設置被移走。
- 1998年（平成10年）5月 - 車站再次簡易委託化。

## 構造
現時為1面1線，設置側式月台的地面車站。1994年11月時為設置複合式月台（側式月台、島式月台），能夠進行列車交會的2面3線交換車站。月台之間除了在東方設置架空道路外，西方亦設置平交道連接。
在札沼線未出現的昭和時代前期，島式月台與車站後方的3號線定為側線（實際上變成2面2線）。此外，位於車站建築物旁往留萌方向的貨物月台設有2條引入線，而車站後方亦設置留置線，及往深川方向設置分岔出來的側線等。札沼線連接後，直至成為不要不急線而休線之前，車站建築物前的側式月台1號線供札沼線用，而島式月台2號線及3號線則供留萌線用。此外，位於車站建築物旁往留萌方向的貨物月台設有3條引入線，而車站後方亦設置3條留置線及供列車轉向用的側線，及往深川方向設置分岔出來的側線等，亦設置轉車盤。
在交會設備停止使用後，除了1號線外的所有路軌皆移走，而島式月台、站名標誌牌及指示版則保留並用作花圃之用。
本車站為深川車站管理的簡易委託車站（營業時間為7時20分至13時40分，星期六日假期休息）。除了售賣普通車票外及特別車票（深川至札幌、深川至旭川），亦售賣代用券等但只限於北海道範圍內。

## 周邊
為沼田町的核心車站。附近有完整的市鎮功能。
- 國道275號
- 深川留萌自動車道沼田交流道
- 沼田町役場
- 沼田警察署
- 沼田郵局
- 北空知信用金庫沼田分店
- 北伊吹農業協同組合（JA北伊吹）沼田分所
- 北海道沼田高等學校（2010年關閉）
- 町立沼田駕駛學校

## 巴士路線
沼田町及空知中央巴士皆設置「沼田站前」車站。工商總會能作為候車室。
路線資料更新至2017年4月1日。
沼田町營巴士
幌新線（沼田站前～惠比島站前～幌新溫泉）
留萌鐵道的替代巴士路線。
更新線（沼田站前～更新～多度志市區）
前身為北空知巴士（現時的空知中央巴士）的「沼田多度志線」。
東予線（沼田站前～中島～東予、沼田站前～更新～東予～中島）
北龍線（沼田站前～碧水市區）已於2017年3月31日取消。替代方案為預約制巴士。
國鐵札沼線的替代巴士路線。
前身為國鐵巴士（現時的JR北海道巴士）的「石狩線」。
空知中央巴士
沼田線（沼田站前～深川市立醫院）

## 相鄰車站
北海道旅客鐵道
留萌本線
北秩父別－石狩沼田

### 廢除路線
北海道旅客鐵道
留萌本線
石狩沼田－真布
日本國有鐵道
札沼線
五山－石狩沼田

## 外部連結
- 石狩沼田站（JR北海道旭川分社）（日語）